# Robert van der Horst
Robert van der Horst, född den 17 oktober 1984 i Eindhoven, Nederländerna, är en nederländsk landhockeyspelare.
Han tog OS-silver i herrarnas landhockeyturnering i samband med de olympiska landhockeytävlingarna 2012 i London.
Vid de olympiska landhockeytävlingarna 2016 i Rio de Janeiro kom van der Horst på en fjärde plats efter förlust mot Tyskland i bronsmatchen.